# Andajin (worrorra jezik)
Andajin jezik (08a; ISO:639-3 ajn; neaktivan; isto i andidja, andidjara), jedan od australskih jezika porodice worrorra. Čeka se na priznanja da bude priznat od SIL-a i dobije kodni identifikator [ajn].
Ne smije se brkati s jezikom andajin [08i], koji pripada porodici Pama-Nyunga.

## Vanjske poveznice
- Worrorran: Composite